# Open-source hardware

Logo „Open source hardware“ které navrhla OSHWA, jedna z organisací definující obor.

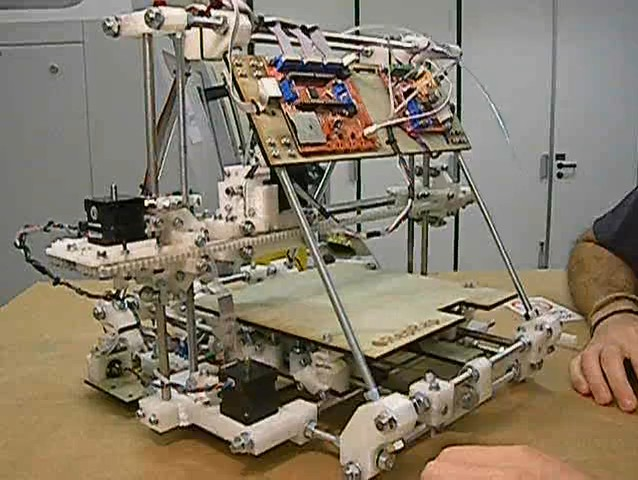
RepRap universálně použitelná 3D tiskárna se schopností vytvářet kopie většiny svých vlastních konstrukčních dílů.

Open-source hardware (OSH) jsou fyzické technické prostředky, navržené a nabízené hnutím otevřeného designu. Stejně jako Free a open-source software (FOSS), je i open-source hardware tvořeno na základě open-source kultury a aplikací jejích konceptů do různých složek. Proto se někdy označuje jako FOSH (free a open-source hardware). Tento pojem obvykle vyjadřuje, že dostupné informace o hardwaru umožňují ostatním jeho výrobu - to jej spojuje s hnutím tvůrců. Design hardwaru (tj. mechanické výkresy, schémata, kusovníky, data návrhu PCB, zdrojový kód HDL a informace o integrovaných obvodech), vedle softwaru, který řídí hardware, jsou uvolněné pod volnou/svobodnou licencí. Původní autor, který dílo sdílel, získává z komunity FOSH zpětnou vazbu a potenciál ke zlepšení konstrukce. V současné době existují významné důkazy, že takové sdílení může přinést vysokou návratnost investic.
Od vzestupu rekonfigurovatelných programovatelných logických obvodů se stalo sdílení logických obvodů jednou z forem open-source hardware. Místo schémat jsou sdíleny kódy hardware description language (HDL). HDL popisy jsou běžně používány k nastavení systémů na čipu, a to buď v programovatelných hradlových polích (FPGA), nebo přímo v aplikačně specifických integrovaných obvodech (ASIC). Při distribuci se pro HDL moduly používá název Semiconductor intellectual property core nebo IP core.